# 陈树勋 (1921年)
陈树勋（1921年2月1日—2014年3月1日），男，江苏南通人，中华人民共和国心血管病专家，曾任中国农工民主党天津市委员会主任委员，天津市政协副主席。